# Vladimír Válek
Vladimír Válek   (Nový Jičín, 2 de setembre de 1935 - 16 de febrer de 2025) va ser un director d'orquestra txec. Va ser el director principal de la Filharmònica Eslovaca des del 2004 fins al 2007, quan va ser succeït per Peter Feranec.

## Biografia
Va estudiar violí i trompa francesa al Conservatori Kroměříž, i més tard es va traslladar a Bratislava on va estudiar amb Ludovit Reiter (1958-1959) i a l'Acadèmia d'Art Musical de Praga amb Alois Klima (1959-1962), per dedicar-se més tard a la direcció. Després continuarà els seus estudis sobre el tema a Praga.
De 1966 a 1974 va dirigir l'Orquestra de l'Exèrcit Txec, i va guanyar una gran popularitat entre el públic txec, gràcies a la direcció de l'Orquestra Simfònica de Praga el febrer de 1968, amb un programa d'obres de Beethoven, Richard Strauss i Sergej Prokofiev. L'any 1970 va fundar l'Orquestra Antonín Dvořák, integrada per músics de l'Orquestra Filharmònica Txeca: Válek dirigirà aquesta orquestra durant 10 anys, durant en els quals va realitzar les seves primeres gires per Europa i els Estats Units. A partir de 1975 va ser director permanent de l'esmentada Orquestra Simfònica de Praga: el càrrec va durar fins al 1986, quan Válek va començar a col·laborar amb l'Orquestra Simfònica de la Ràdio de Praga. També va exercir el paper de director titular de l'Orquestra Filharmònica Eslovaca des del 2004, quan va substituir Jiří Bělohlávek, fins al 2007, quan Peter Feranec el va succeir.
Al Japó, va exercir com a director convidat principal de l'Orquestra Simfònica Osaka Sinfonica del 2004 al 2008, així com aparicions com a convidat amb l'Orquestra Filharmònica del Japó i l'Orquestra Simfònica Yomiuri Japan. Més recentment, el 2008, va arribar al Japó en combinació amb l'Orquestra Simfònica de la Ràdio de Praga i va interpretar tota "La meva pàtria" de Smetana.
Els seus enregistraments inclouen totes les simfonies i concerts per a piano d'Erwin Schulhoff i diverses obres d'Antonín Dvořák, Bohuslav Martinů i Ígor Stravinski.